# Руайе, Альфонс
Альфо́нс Руайе́ (фр. Alphonse Royer, в России XIX века — Ройе; 1803—1875) — французский писатель, искусствовед и историк театра.
Начинал как исторический романист. Энциклопедия Брокгауза и Ефрона сообщала, что его роман «Плохие парни» (фр. Les Mauvais garçons; 1830, при участии Огюста Барбье) сравнивали с «Собором Парижской Богоматери» Виктора Гюго. Это сочинение привлекло широкое внимание критики и, как показал Борис Томашевский, было с интересом и вниманием прочитано Пушкиным при работе над повестью «Дубровский». В дальнейшем опубликовал ещё романы «Венеция» (1834), «Connétable de Bourbon» (1838, есть русский перевод), «Robert Macaire» (1840), «Les jauissaires» (1844), несколько других книг.
В дальнейшем, однако, интересы Руайе сместились преимущественно в сторону театра. Он стал известным либреттистом, создав (по большей части вместе с Гюставом Ваэзом или другими соавторами) французские либретто для опер Гаэтано Доницетти «Фаворитка», «Лючия ди Ламмермур», «Дон Паскуале», а также оперы Джузеппе Верди «Иерусалим». В 1853—1856 гг. Руайе руководил известным парижским театром «Одеон», а в 1856—1862 гг. занимал пост директора Парижской оперы. В 1869—1871 гг. он опубликовал фундаментальную «Всеобщую историю театра» (фр. Histoire universelle du théâtre), а в год смерти Руайе вышла написанная им «История Парижской оперы» (фр. Histoire de l’Opera).